# Balung (Kendit)
Balung is een bestuurslaag in het regentschap Situbondo van de provincie Oost-Java, Indonesië. Balung telt 4698 inwoners (volkstelling 2010).